# Julius Löwe (Chemiker)
Julius Friedrich Ferdinand Löwe  (* 8. August 1823 in Mannheim; † 1909) war ein deutscher Chemiker.
Löwe kam aus der Schauspielerfamilie Löwe und wuchs in Frankfurt auf. Er war ein Schüler von Justus von Liebig an der Universität Gießen. Dort begann er 1847 Chemie zu studieren und wurde 1852 promoviert. In seiner Dissertation befasste er sich mit Hippursäure. Löwe gründete ein analytisch-chemisches Labor in Frankfurt am Main.
Er veröffentlichte viel über analytische Chemie. 1872 stellte er erstmals den gelben Farbstoff aus dem Gerber-Sumach in reiner Form dar. Sumach wurde damals zum Gerben von Leder verwendet.
1868 stellte er Ellagsäure durch Erhitzen von Gallussäure mit Arsensäure und Silberoxid  her. Gallussäure wurde damals auch zum Versilbern von Textilien verwendet.
Er war der Patenonkel des Fotografen Julius Neubronner.